# Marie Meza
Marie Meza (San José, 20 de novembro de 1990) é uma nadadora costa-riquenha que compete nos 100 m borboleta. Nos Jogos Olímpicos de 2012, ela terminou em 42º e último lugar no geral nas eliminatórias dos 100 m borboleta feminino, com um tempo de 1 minuto e 7.01 segundos, e não conseguiu chegar a final.